# Jacob Lungi Sørensen
Jacob Lungi Sørensen (født 3. marts 1998) er en dansk fodboldspiller, der spiller for den norske klub SK Brann
Han er søn af Lars Lungi Sørensen, der til daglig er Head of Coaching i Esbjerg fB.

## Karriere
Jacob Sørensen spillede i Esbjerg fB's samarbejdsklub Sædding-Guldager IF, indtil han som 10-årig skiftede til Esbjerg fB.

### Esbjerg fB
Debuten for Esbjerg fB i en officiel kamp, kom den 31. august 2016 i en pokalkamp mod Haarby/Flemløse, hvor han samtidig scorede til 0-4 i det 84. minut i 0-5-sejren. Han forlængede i september 2016 sin hidtidige kontrakt med et år, således den nu løb frem til 30. juni 2018 samtidigt med Daniel Anyembe og Anders Dreyer, og den 1. december 2016 fik han sin debut i Superligaen, da han blev skiftet ind i det 90. minut i stedet for Robin Söder i 0-1-sejren ude over Odense Boldklub.
Den 3. februar 2017 blev det offentliggjort, at Lungi Sørensen blev rykket permanent op i Esbjerg fB's førsteholdstrup.
I sæsonen 2018/2019 var Lungi Sørensen en stor del af Esbjergs store optur, hvor holdet overraskende vandt bronze, med bl.a. sejre over FCK (4-3) og FCM (1-2) i sæsonens to sidste kampe. Efterfølgende blev han rygtet til Belgisk fodbold, men han valgte at blive i Esbjerg fB.

### Norwich City F.C.
Den 20. juli 2020 skrev Sørensen under på en treårig kontrakt med den engelske klub Norwich City. Han fit sin debut mod Brentford som sen indskifter i stedet for Xavi Quintillà som ventstre back, hvilket var en position, han ikke tidligere havde spillet. Han scorede sit første mål for Norwich i en 2-1-sejr over Nottingham Forest den 9. december 2020.